# Polaron

Vue d'artiste d'un polaron Un électron de conduction dans un cristal ionique où un semi-conducteur polaire repousse les ions négatifs et attire les ions positifs. Un potentiel auto induit est alors créé et il rétroagit sur l'électron.

Un polaron est, en physique, une quasi-particule composée d'un électron localisé couplé avec un champ de
polarisation.